# David Christiani
David Christiani (25 de dezembro de 1610 – 13 de fevereiro de 1688) foi um matemático, filósofo e teólogo luterano alemão.
Foi professor de matemática da Universidade de Marburgo em 1643, professor de teologia da Universidade de Giessen em 1681, onde foi reitor em 1686.